# Disporella compta
Disporella compta är en mossdjursart som beskrevs av Dick, Tilbrook och Shunsuke F. Mawatari 2006. Disporella compta ingår i släktet Disporella och familjen Lichenoporidae. Inga underarter finns listade i Catalogue of Life.